# Испытательный полигон Миллбрука
Millbrook или Millbrook Proving Ground Ltd (произносится: Милбрук) — ведущая британская научно-испытательная организация и автополигон.

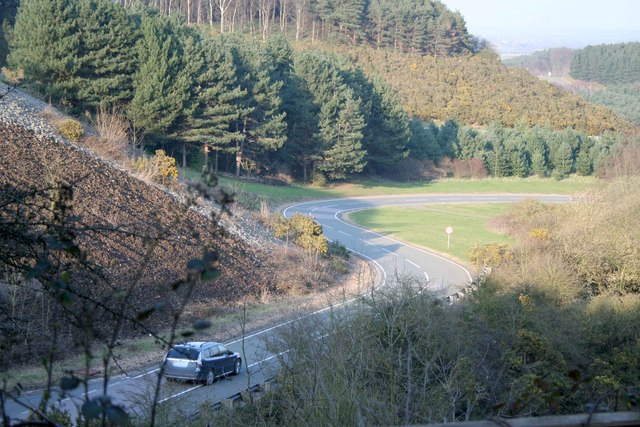
Полигон Милбрук, Бедфордшир, Англия (2007)

## История

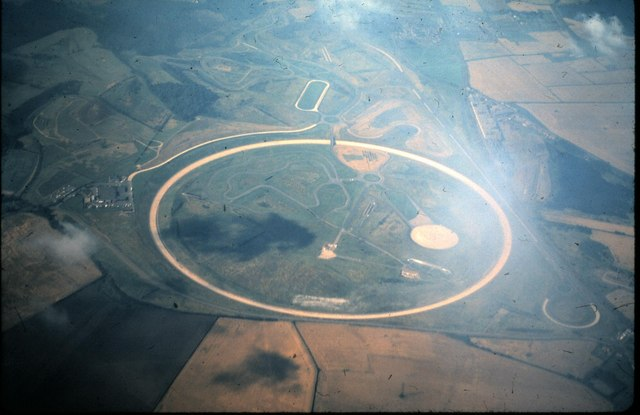
Полигон Милбрук, Бедфордшир, Англия (1978)

Полигон Милбрук был построен в 60-х и начале 70-х компанией Vauxhall Motors по примеру полигона в Америке, Milford Proving Ground, Мичиган. Двухмильную (3 км) пятиполосную скоростную кольцевую дорогу начали использовать в 1969 году, пока строительство других разделов продолжалось.
В 1988 году полигон был зарегистрирован как компания Millbrook Proving Ground Ltd (Милбрук), которая принадлежала Group Lotus (Лотус). Компания Милбрук начала предлагать услуги полигона коммерчески и не только материнской компании. С продажей Лотуса в 1993 году, Милбрук была продана GM Holdings UK Ltd как самостоятельно управляющая компания и начала диверсифицировать во все аспекты испытаний транспортных средств.

## Деятельность
Сегодня научная и практическая деятельность Милбрука направлена на решение следующих основных задач:
- Проведение дорожных и лабораторных испытаний автомототехники и автотранспортных средств, систем и элементов конструкции на соответствие требованиям нормативных правил и документов, а также оценка их надежности и долговечности, проводя прогнозирование живучести путём ускоренных испытаний;[2][3][4]
- Отработка трансмиссий;
- Изучение количества, состава и токсичности выхлопных газов, расхода топлива, и влияния топлива на транспортные средства, а также испытание присадок и смазочных материалов;[5][6]
- Проведение испытаний на безопасность.

## Интересные факты
- Команда телепередачи Top Gear испытывает последние суперкары и выполняет трюки на полигоне Милбрук;[7]
- Горный маршрут на полигоне Милбрук был использован в фильме о Джеймсе Бонде Казино «Рояль», при съёмке части фильма где Бонд перевернул свой Aston Martin семь раз в воздухе. Этот трюк получил место в Книге Рекордов Гиннесса.